# La fortezza (film)
La fortezza (The Keep) è un film del 1983 diretto da Michael Mann.
La pellicola, sceneggiata dallo stesso regista, è tratta dall'omonimo romanzo di F. Paul Wilson.

## Trama
1941, Romania, in un piccolo paesino di montagna. Una misteriosa struttura, chiamata la fortezza, è abitata da un uomo anziano con i suoi due figli. Una colonna di soldati tedeschi appartenente alla Wehrmacht ha ricevuto l'ordine di presidiare il passo dove sorge il villaggio. A comandare la compagnia è il capitano Klaus Woermann. Una volta giunti sul luogo, i tedeschi decidono di insediarsi all'interno della fortezza.
La stessa notte, due soldati di guardia si accorgono della presenza di un misterioso bagliore. La luce è sprigionata da una delle croci, che a seguito di una più attenta analisi risulta essere composta da puro argento. Uno dei soldati, estratta la croce luminosa, si avventura nel cunicolo retrostante e sbuca in una caverna immensa. Dal fondo della caverna ecco generarsi una sfera di energia che, risalendo, va a colpire il soldato rimasto immobile. L'uomo viene disintegrato per metà e il suo compagno subisce la medesima sorte, travolto da un'ondata di energia invisibile.
La fortezza è abitata da una oscura forza malefica, risvegliatasi dal suo torpore. I soldati iniziano a morire uno dopo l'altro. Woermann chiede il trasferimento dell'intera compagnia, senza risultato.
Si sparge la voce, al di fuori del villaggio, che le morti siano causate dall'azione di alcuni partigiani. Arriva quindi a rinforzo un secondo gruppo di soldati appartenenti alle SS. A comandare questo reparto è il maggiore Kaempffer, un idealista nazista.
Kaempffer, appena messo piede in paese, fa fucilare alcuni abitanti. Woermann si oppone con forza, cercando di spiegare che non esiste alcun partigiano, e che le uccisioni sono causate da qualcosa di diverso. Ma Kaempffer non crede alle parole del capitano, ed è risoluto nel voler stanare i nemici.
Padre Mihail Fonescu, il prete del paese, viene interrogato a seguito della scoperta di una strana scritta su una parete della fortezza. La scrittura è arcaica e nessuno dei presenti è in grado di tradurla. Padre Mihail consiglia quindi di interpellare il Dottor Theodore Cuza, professore di storia medioevale, nato e cresciuto nel villaggio e poi emigrato.
Il dottor Cuza è però ebreo, e risulta essere stato deportato in un campo di concentramento. Il maggiore fa dunque in modo che il dottore, internato assieme alla figlia Eva, venga liberato e condotto alla fortezza. L'uomo è molto malato, ed è costretto su una sedia a rotelle. Una volta portato davanti ai simboli, egli traduce così la frase misteriosa: “che io sia libero”. I segni incisi appartengono all'alfabeto glagolitico, una lingua morta oltre 500 anni prima.
Al villaggio giunge poi un misterioso uomo in motocicletta, Glaeken Trismegestus: partito dalla Grecia, trasporta una misteriosa custodia. Nel frattempo Eva subisce un tentativo di violenza da parte di due soldati tedeschi. Ma proprio quando il dramma sta per consumarsi, ecco sopraggiungere l'invisibile forza malvagia: il potere oscuro uccide i soldati ma stranamente salva la ragazza.
L'energia prende quindi le sembianze di un demone, in carne e ossa. La creatura espone al Dr. Cuza l'intenzione di sterminare i soldati presenti nella fortezza, per poi uscire allo scoperto e perpetrare il massacro dei nazisti. Il mostro è quindi alla ricerca di un umano che possa divenirgli alleato. Cuza, che odia i nazisti, acconsente ad aiutarlo. Il demone a questo punto sfiora il corpo del dottore, ed ecco che egli guarisce miracolosamente dall'infermità che lo affligge, ringiovanendo nell'aspetto. Eva, dopo il tentato stupro, viene condotta fuori dalla fortezza e fatta alloggiare nella locanda del paese: finisce per condividere la stanza con il viaggiatore solitario, Glaeken. La ragazza si innamora presto di lui, e anche l'uomo misterioso manifesta una sincera passione nei confronti della donna.
All'interno della fortezza il demone compare nuovamente e illustra al Dr. Cuza il suo compito: il dottore dovrà portare al di fuori delle mura un oggetto, per poi collocarlo in un luogo sicuro. Cuza acconsente, ignaro del fatto che l'oggetto in questione altro non è che un amuleto appositamente nascosto nella fortezza in tempi antichi con l'unico scopo di sigillarne il male contenuto.
Glaeken mostra di non desiderare che il dottor Cuza aiuti la creatura a fuggire dalla fortezza. I due si incontrano alla locanda, e Glaeken spiega al dottore e a sua figlia come il demone non debba assolutamente essere liberato. Glaeken infatti altri non è che uno spirito, il custode della fortezza. Da sempre il custode ha il compito di assicurarsi che il male imprigionato non ne fuoriesca.
Il dottor Cuza non ascolta le sue parole, e per liberarsi di Glaeken, divenuto un impedimento, consiglia al maggiore Kaempffer di interrogare il viaggiatore. Quest'ultimo al momento della cattura si ribella ai soldati mostrando una forza sovrumana, ma viene poi colpito ripetutamente al petto da svariati colpi di mitra.
Kaempffer, a seguito di un acceso diverbio, uccide il capitano Woermann. In quel momento il demone attacca in massa gli ultimi soldati, massacrandoli. Il maggiore si ritrova quindi solo faccia a faccia con il mostro. Alla disperata domanda dell'uomo su chi fosse realmente e da dove provenisse, il demone prima di disintegrarlo risponde: “provengo da te”, a testimonianza che la creatura altro non è che la personificazione del male che alberga nell'essere umano.
Il dottore intanto entra in possesso del sigillo, nascosto nelle profondità della fortezza, e si mette in cammino deciso a portare a termine il compito affidatogli. Sulla sua strada si interpone però la figlia, la quale ha compreso come il male si sia impossessato del padre e come lo stia a poco a poco consumando.
Il mostro intima a Cuza di uccidere la figlia: a seguito di tale ordine, il dottore capisce finalmente come il demone sia in realtà ancora più crudele dei nazisti, e decide di non aiutarlo più.
Il mostro lo colpisce, facendolo tornare di colpo vecchio e malato.
Glaeken però è indenne: in mano regge un lungo bastone, l'oggetto misterioso contenuto nella custodia che si portava dietro. Raccolto il sigillo da terra, Glaeken lo applica alla punta del bastone, e dal bastone scaturisce un ventaglio di luci accecanti.
Il custode fronteggia il mostro e lo ricaccia nel buio della fortezza, per poi seguirlo, risucchiato suo malgrado dal vortice di energia maligna. Il mostro e il suo custode spariscono così per sempre, mentre Cuza e sua figlia vengono soccorsi da padre Fonescu e dagli abitanti.

## Riprese
Le riprese si sono svolte tra Blaenau Ffestiniog e Gwynedd in Galles e negli Shepperton Studios.

## Riconoscimenti
- Saturn Award 1984: Nomination Miglior film horror